# Glyphodes mascarenalis
Glyphodes mascarenalis là một loài bướm đêm trong họ Crambidae.